# Gomi Hideo
Gomi Hideo (japanisch 五味 秀夫; geboren 1922 in Tokio; gestorben 2010) war ein japanischer Kunstmaler im Yōga-Stil.

## Leben und Wirken
Gomi Hideo begann 1941 ein Studium der Malerei an der „Tōkyō bijutsu gakkō“ (東京美術学校), einer der Vorläufereinrichtungen der heutigen Universität der Künste Tokio. 1942 wurde er zum Militärdienst eingezogen und meldete sich als Freiwilliger für das Marinefliegerkorps.
Nach dem Zweiten Weltkrieg nahm Gomi sein Studium an der Tōkyō bijutsu gakkō wieder auf. Vielleicht lag es daran, dass er während der Militärzeit ein Wasserflugzeug flog und dabei erlebte, wie in der Dämmerungsfluges wurden Himmel und Meer eins wurden, und er das Gefühl hatte, einfach im blauen Raum zu schweben. Schließlich war er im dunklen Cockpit nur noch vom grünen Licht der leuchtenden Zahlen auf den Cockpitanzeigen umgeben. Das war das Gefühl, das dann später sein Werk immer stärker prägte.
Nach dem Abschluss des Studiums 1946 schloss er ein Aufbaustudium an. 1948 konnte er auf der Ausstellungsreihe der Künstlergemeinschaft „Nikakai“ (二科会) ausstellen. 1951 wurde er Mitglied der „JAN“ (青年美術家集団, Seinen bijutsu shūdan). 1952 stellte er zum ersten Mal in der Ausstellungsreihe der Shun’yōkai aus und setzte das such in den folgenden Jahren fort. 1954 wurde er mit dem Preis der Shun’yōkai ausgezeichnet, 1956 wurde er „Freund der Gesellschaft“. 1957 bewarb er sich für den 1. „Shell-Kunstpreis“ (第1回シェル美術賞) und erhielt ihn auch. 1957 wurde er Mitglied der Shun’yōkai.
Gomis Bilder sind überwiegend flächig in Blau gestaltete Meeresszenen, die nur untergeordnet Gegenständliches enthalten.